# Albine Caillié
Pour les articles homonymes, voir Caillé (homonymie).
Albine Caillié, née le 9 novembre 1974 à Paris, est une ancienne coureuse cycliste française, championne de France du contre-la-montre en 1998.

## Biographie
Elle finit septième du championnat du monde du contre-la-montre en l'an 2000 à Plouay en France.
En 2001, elle est élue vice-présidente de la Fédération française de cyclisme sous la présidence de Jean Pitallier (2001-2008).
Adjointe au maire aux Sports et à la Vie associative pendant six ans (2008-2014), en 2013 sous l'étiquette Europe Écologie Les Verts.

## Palmarès
- 1997
  - Route du Muscadet[5]
- 1998
  -  Championne de France du contre-la-montre
- 1999
  - Route du Muscadet
    - Classement général
    - 1re étape
- 2000
  - 2e du championnat de France du contre-la-montre
  - 7e du championnats du monde du contre-la-montre
- 2001
  - 2e du championnat de France du contre-la-montre